# Dammsjön (Floda socken, Dalarna, 668834-144316)
Dammsjön är en sjö nära byn Flen på gränsen mellan Gagnefs kommun och Ludvika kommun i Dalarna och ingår i Norrströms huvudavrinningsområde. Ytan är omkring två hektar.